# ادی گتینس
ادی گتینس (انگلیسی: Eddie Gettins؛ 1883 – ۱۹۲۵ (۴۱−۴۲ سال)) بازیکن فوتبال بود.